# OLLA
L'OLLA (Organització de la Lluita Armada) fou una grup autònom de recolzament de la lluita obrera sorgit l'any 1972 dins del Partit Socialista d'Alliberament Nacional (PSAN) actiu fins a l'any 1988. Aquest grup autònom no tenia nom però la policia va anomenar-los així quan va començar a detenir alguns dels seus membres (Núria Ballart, Ramon Carrión, Joaquim Nicolau, Joan J. Vinyoles, Guillem Garcia i Ricard de Vargas Golarons).
El grup el formaven joves d'entre 17 i 25 anys antidogmàtics, antiautoritaris, antimilitaristes i antisigles que tenien ganes d’actuar mitjançant l’agitació armada. Lluitaven contra el règim, contra l’opressió obrera i contra el capitalisme però amb els anys van evolucionar i també van lluitar per acabar amb la repressió de la dona, a favor de l’ecologia i per trobar noves maneres de vida col·lectiva i d’autogestió. Durant els anys que van estar en actiu van establir col·laboracions amb altres grups de Barcelona, d’Espanya i d’Europa. Tenien contactes amb moltes organitzacions, però amb el MIL (Moviment Ibèric d'Alliberament van fer les primeres expropiacions a bancs l’any 1972. Al setembre de 1973 van detenir a membres del MIL i el grup va crear el Comitè de Solidaritat amb els Presos del MIL. Totes les accions estaven dirigides a evitar la sentència de pena de mort que tenia Salvador Puig Antich. A l’abril de 1974, la policia va detenir a tres membres del grup i alguns companys van decidir exiliar-se a Perpinyà per seguretat. Això no va significar la fi del grup sinó que a partir d’aquell moment tenien dos nuclis d’acció: Barcelona i Perpinyà. A França, van crear una impremta on van aprendre a falsificar documentació d’identitat i també xecs de viatges.
L’any 1977 el grup autònom va crear un espai contracultural en una masia de Moià. Allí hi havia lloc per a l’experimentació artística, sexual i científica. Van conviure amb Nazario, Ocaña, Pau Riba, La Fura dels Baus... A Barcelona continuaven fent expropiacions i els membres que estaven a França van fer accions contra l’energia nuclear i sabotatges a favor de l’ecologia. L’any 1988 el grup va decidir autodissoldre’s.
A l’octubre de 2024 l’editorial Descontrol va publicar el llibre Segon homenatge a Catalunya d’Astrid Solé Jordà on s’explica les accions que van fer el grup autònom i qui en formava part.